# Schneidemaschine
Als Schneidemaschine bezeichnet man mechanisch oder elektrisch angetriebene Geräte zum Schneiden von Lebensmitteln wie beispielsweise Brot, Wurst, Käse, Gemüse etc. oder Schneiden und Trennen von Werkstoffen wie beispielsweise Papier, Bleche etc. mittels verschiedener Schneiden.

## Arten von Schneidemaschinen
Schneidemaschinen sind zum Beispiel:

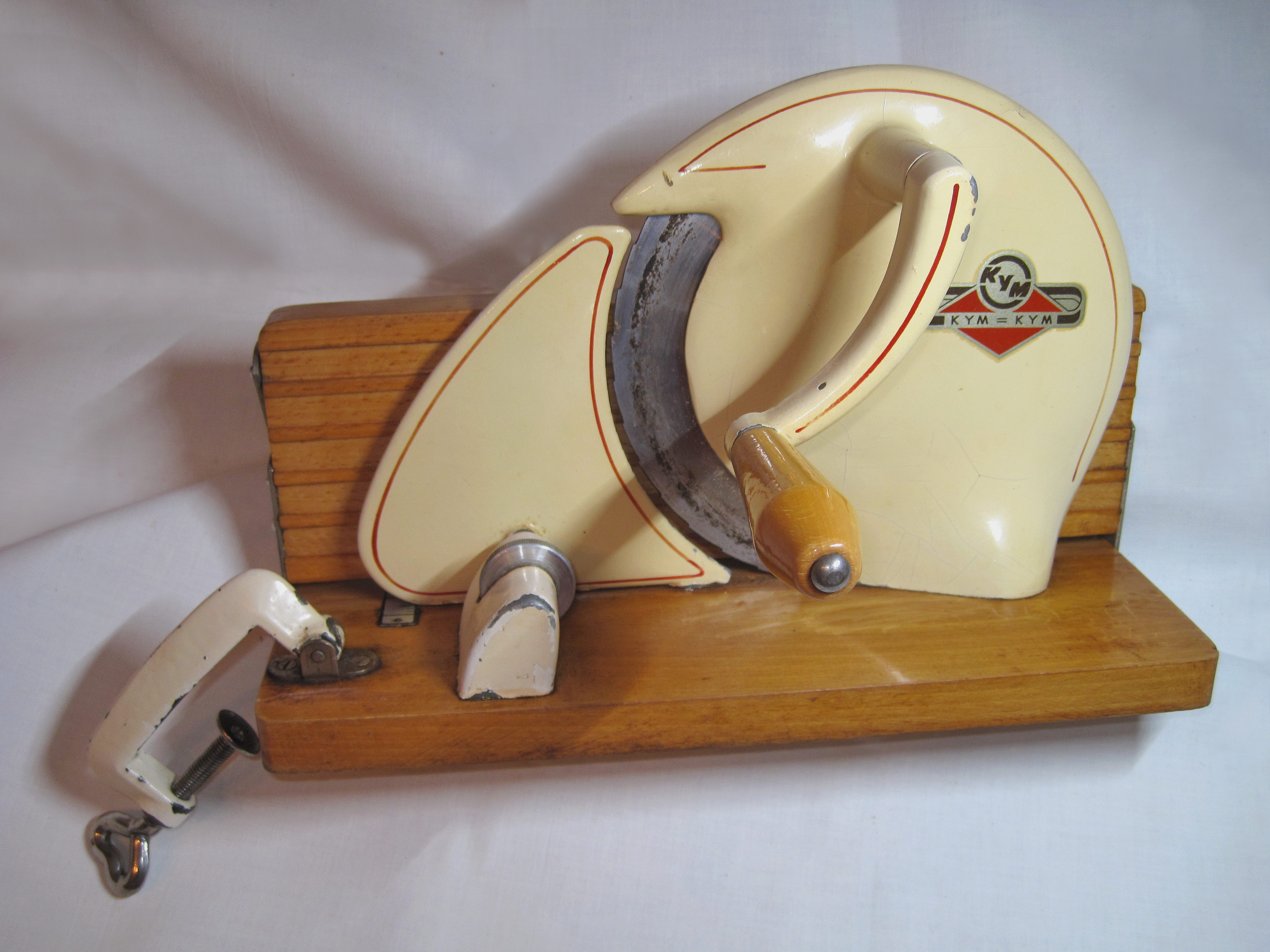
Brotschneidemaschine mit Handkurbel

### Für Lebensmittel
- Aufschnittschneidemaschine (in Haushalt, Handwerk und Industrie)
- Brotschneidemaschine (in Haushalt, Handwerk und Industrie)
- Universalschneider (im Haushalt)

Bei einer Aufschnittmaschine erfolgt das Schneiden mittels eines rotierenden Rundmessers, welches einseitig fest gelagert ist. Das Schneidgut wird bewegt. Mitunter werden diese Geräte auch als Allesschneider oder Universalschneider bezeichnet.
Brotschneidemaschinen gibt es in unterschiedlichen Ausführungen. In der Regel werden bei industriellen Maschinen die Klingen durch das Brot geführt. Bei Maschinen für den häuslichen Gebrauch kann das Brot dadurch geschnitten werden, dass es entlang eines sich mechanisch oder elektrisch drehenden Rundmessers geführt oder dass eine Klinge durch das Brot gedrückt wird.
Die erste Brotschneidemaschine erfand der Berliner Willy Abel.

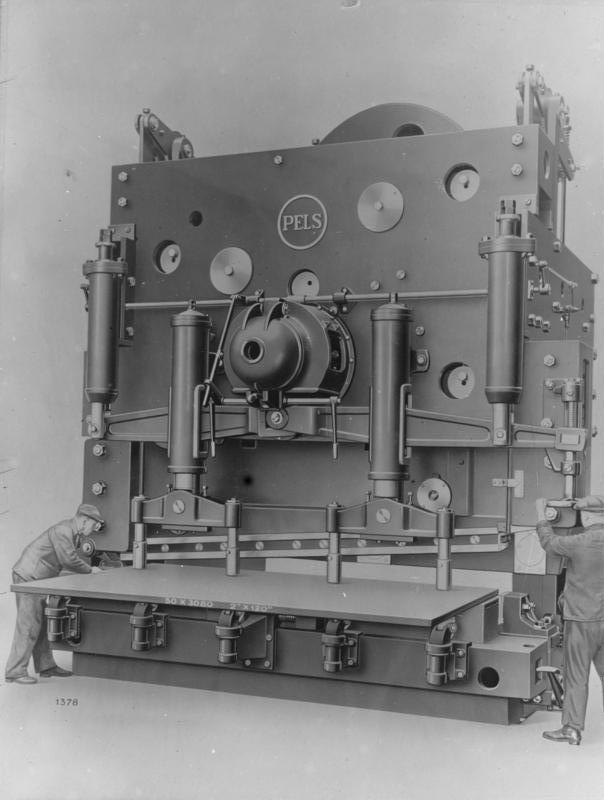
Riesen-Plattenschere für Blechbearbeitung (Bundesarchiv Bild 102-10647)

### Für verschiedene Werkstoffe
- Tafelschere – für Blechtafeln, Kunststoffplatten, Kartonagen, u. a.
- Planschneider – für blättrige Werkstoffe, z. B. in der Buchbinderei

Blechtafeln, Kunststoffplatten oder Kartonagen werden mit einer Tafelschere geschnitten. Das Schneidgut wird durch eine feststehende und eine sich bewegende Klinge geführt.
Blättrige Werkstoffe werden mittels Planschneider geschnitten. Das Schneiden erfolgt durch ein sich bewegendes Messer.

### In der Forschung
- Mikrotom – zur Präparation von mikroskopischen Dünnschnitten

## Bilder verschiedener Schneidemaschinen

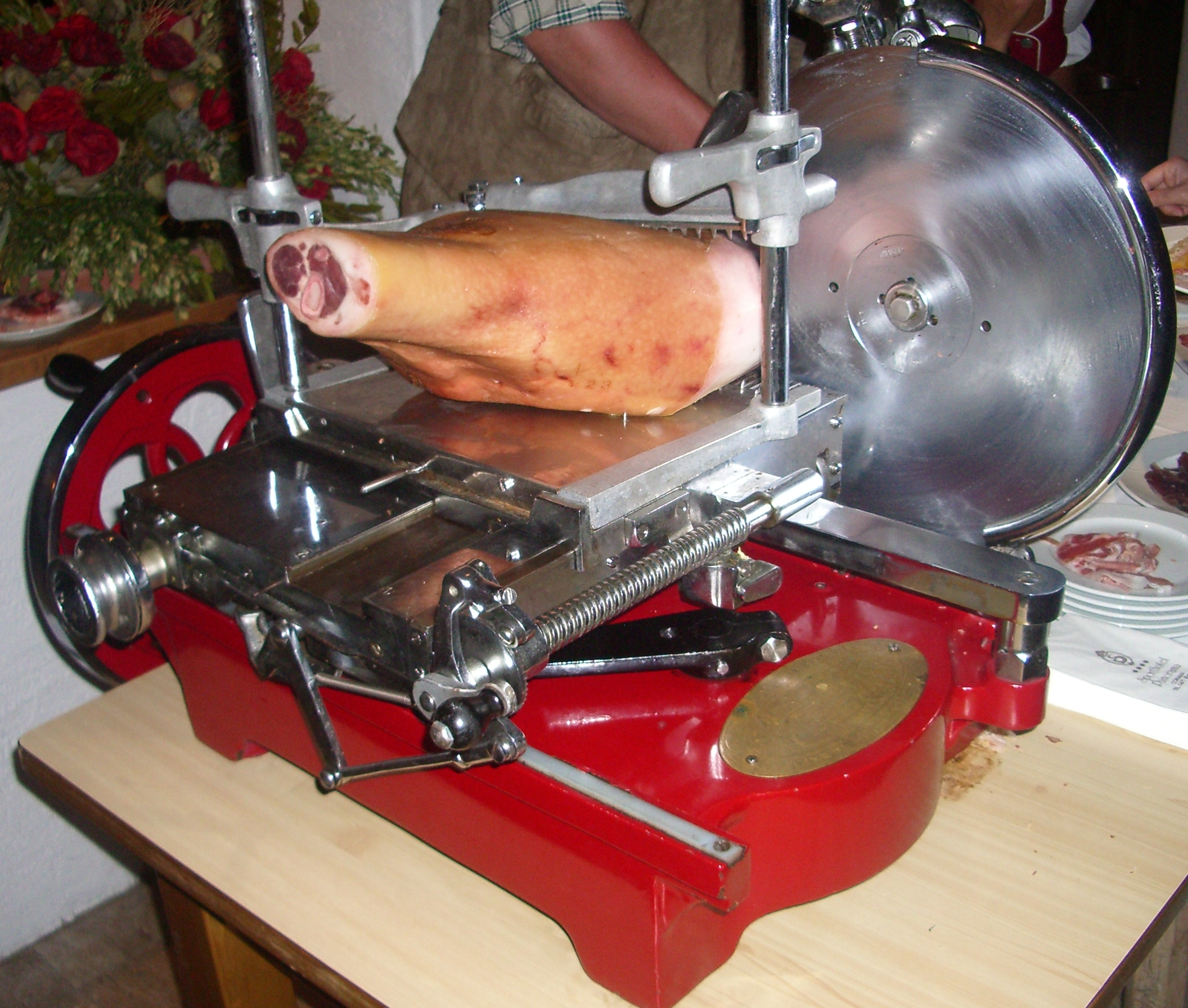
Aufschnittmaschine
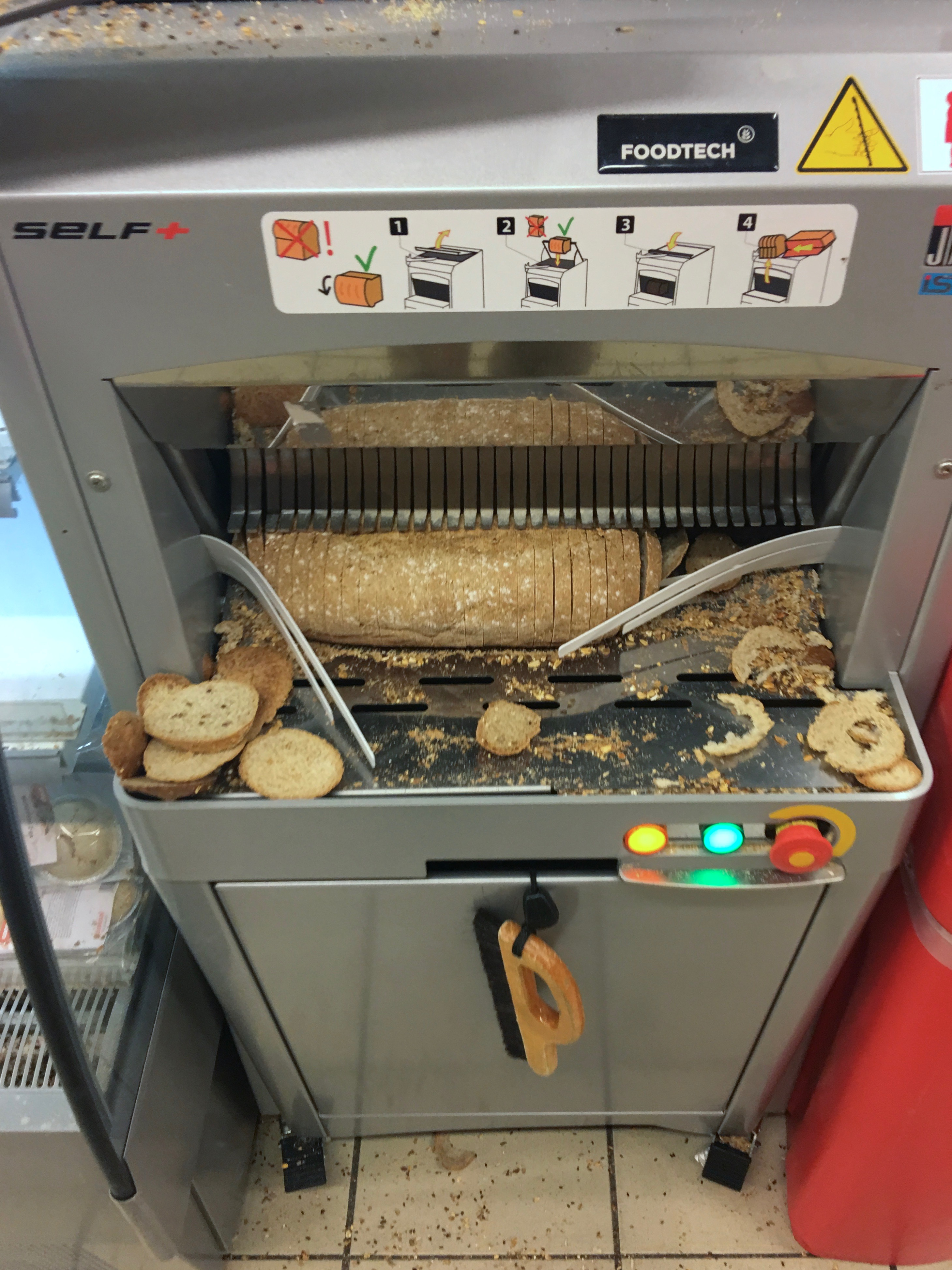
Industrielle Brotschneidemaschine
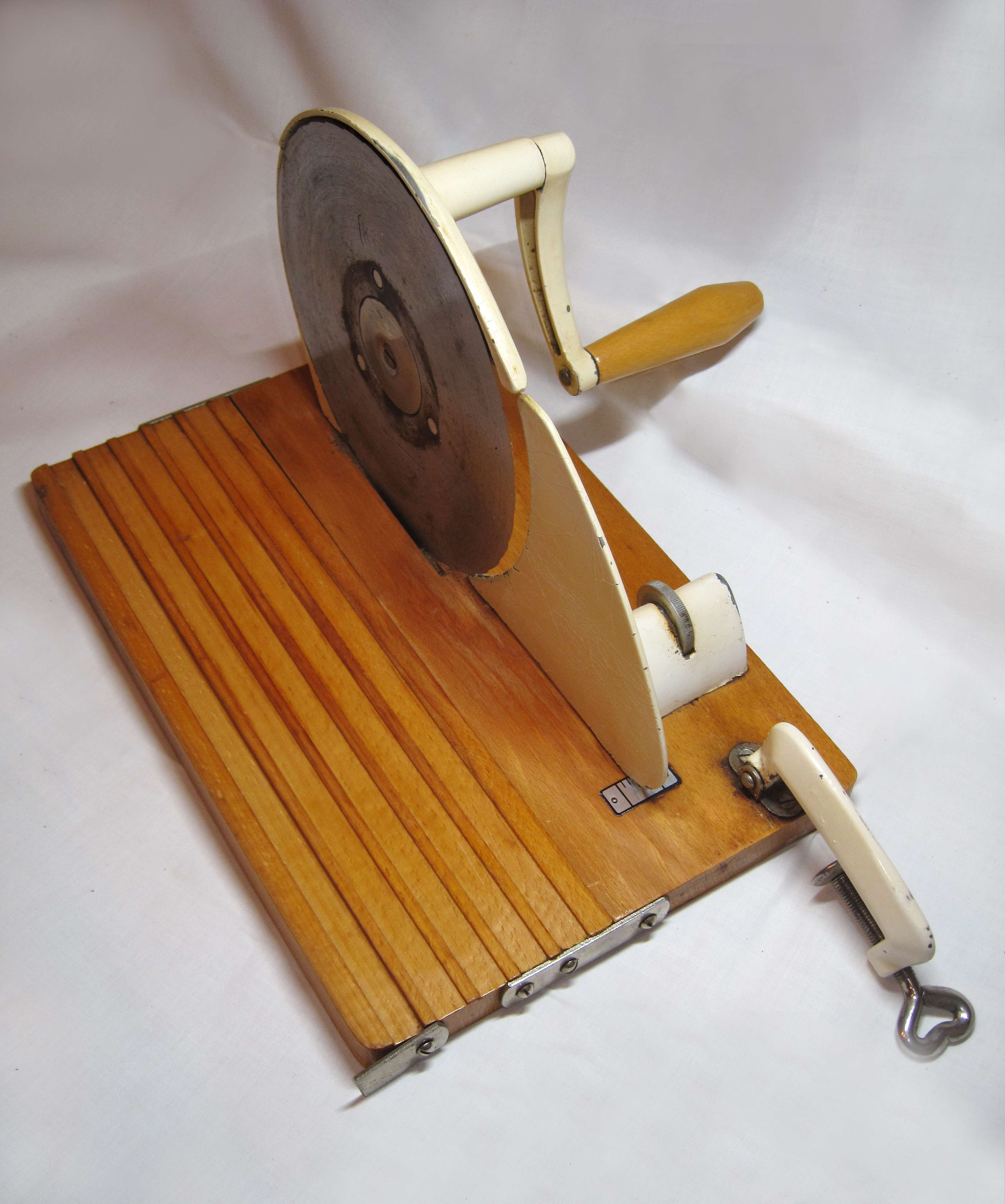
Mechanische Brotschneidemaschine mit Handkurbel
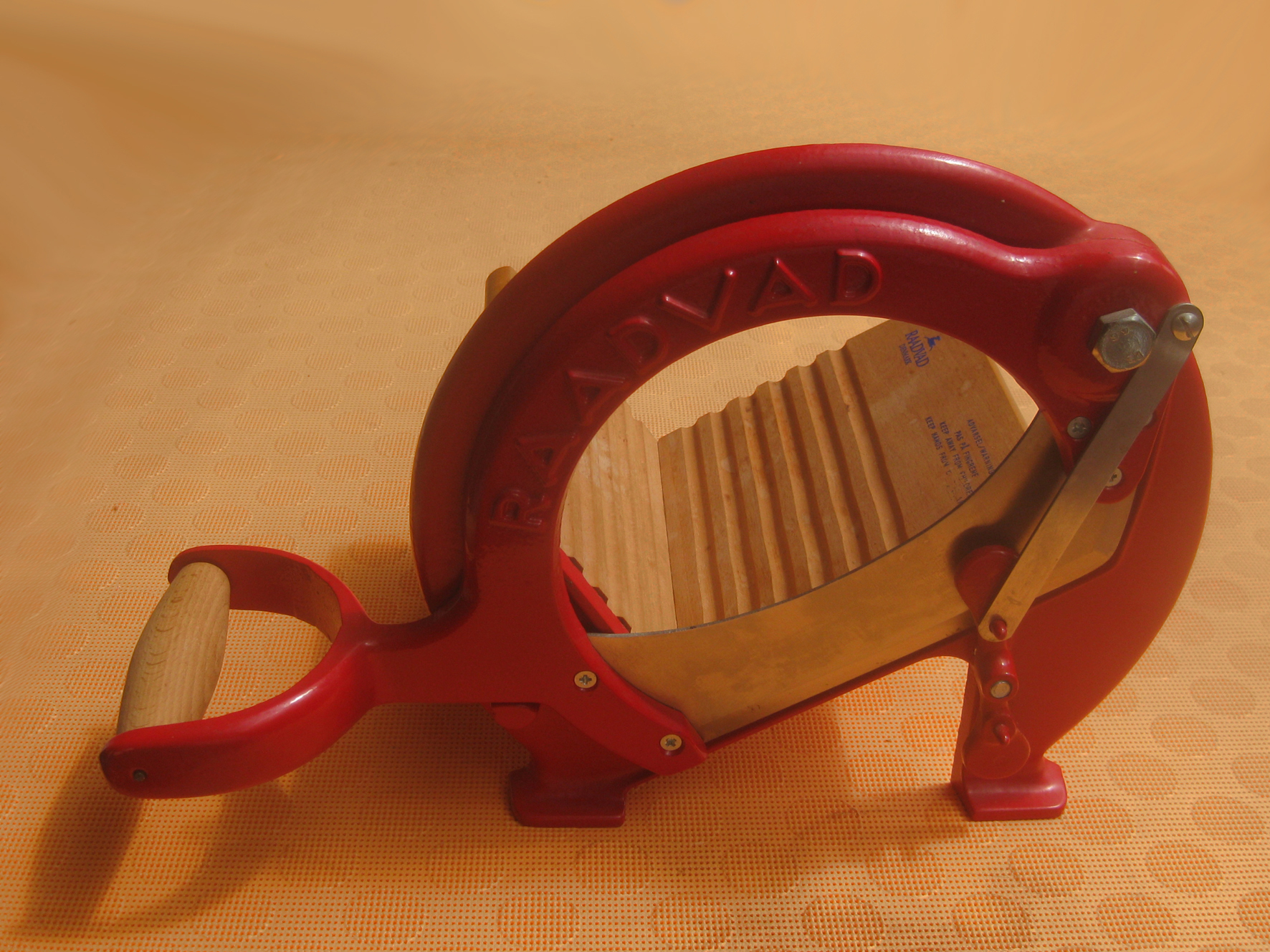
Mechanische Brotschneidemaschine
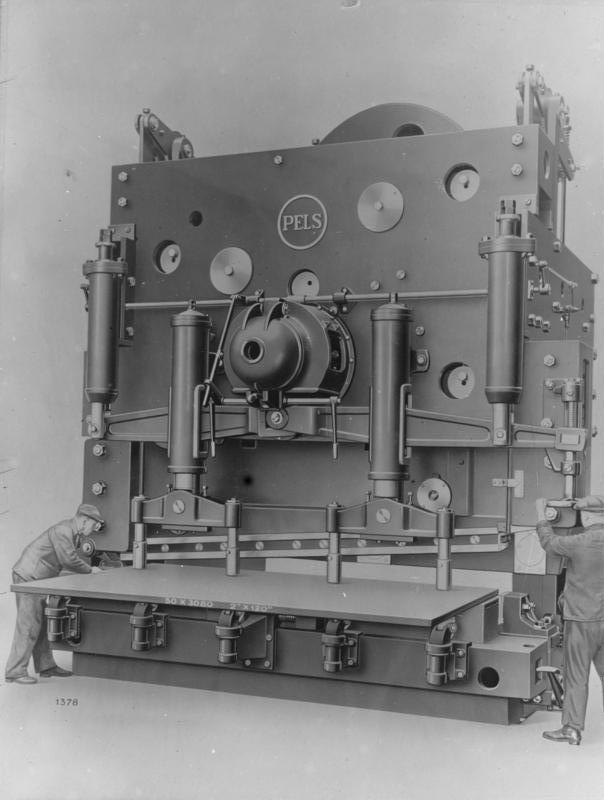
Historische Plattenschere für Blechbearbeitung
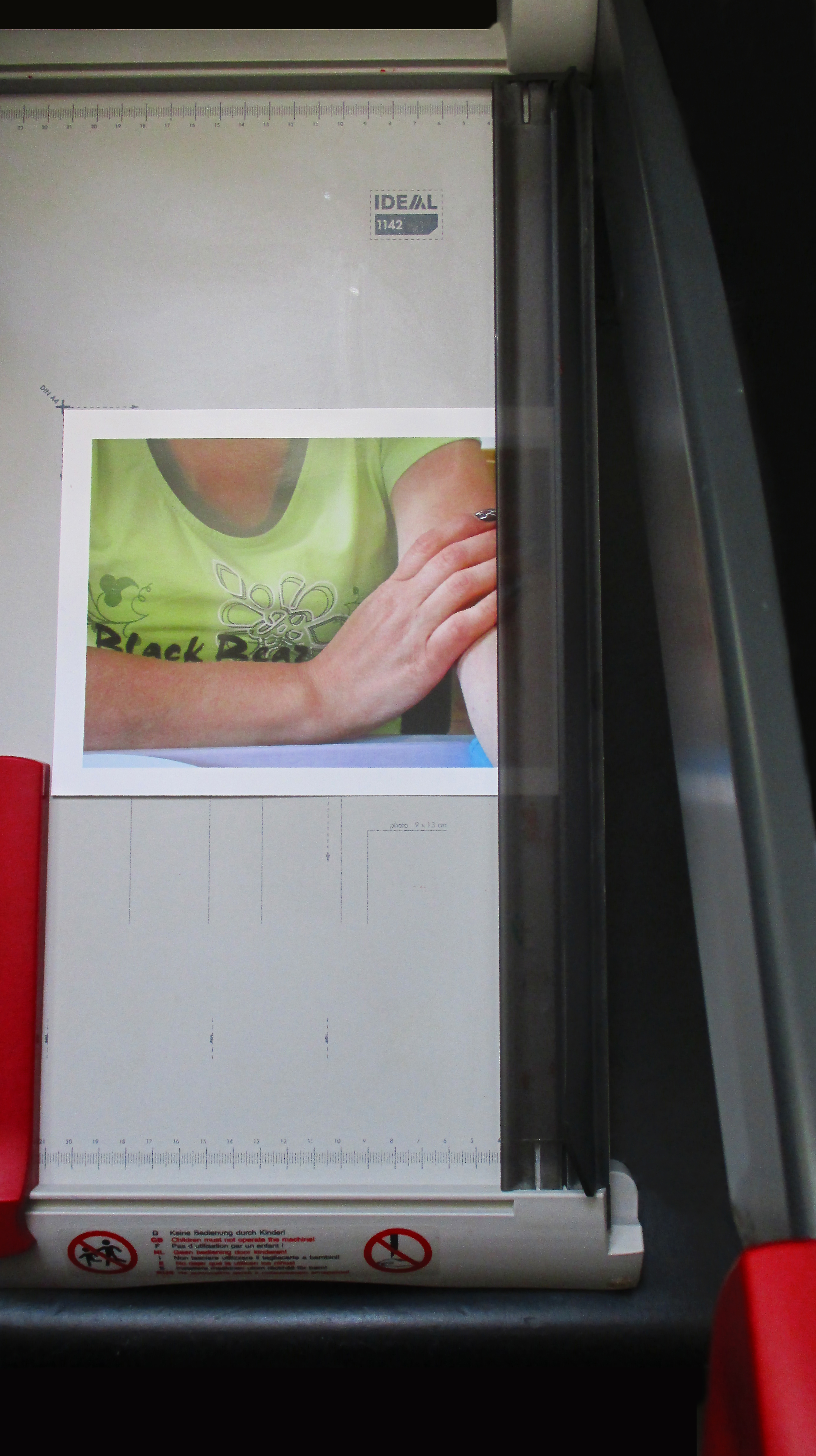
DIN A3 Foto-Schneidemaschine
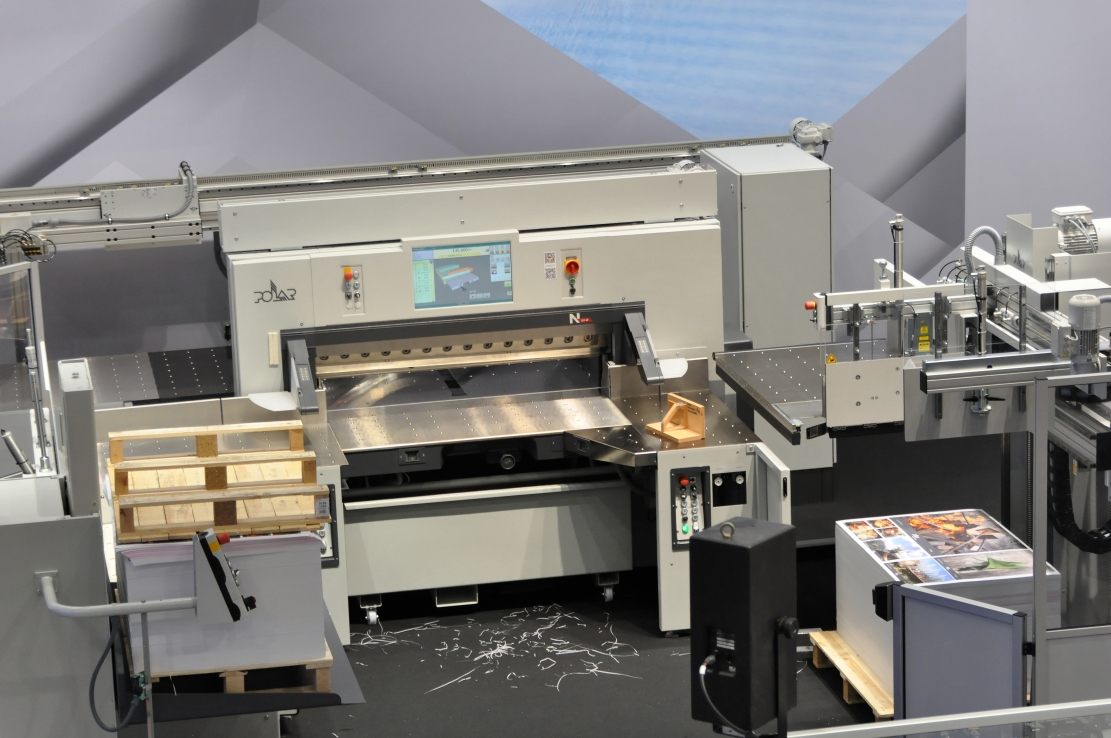
Eine industrielle Papierschneidemaschine
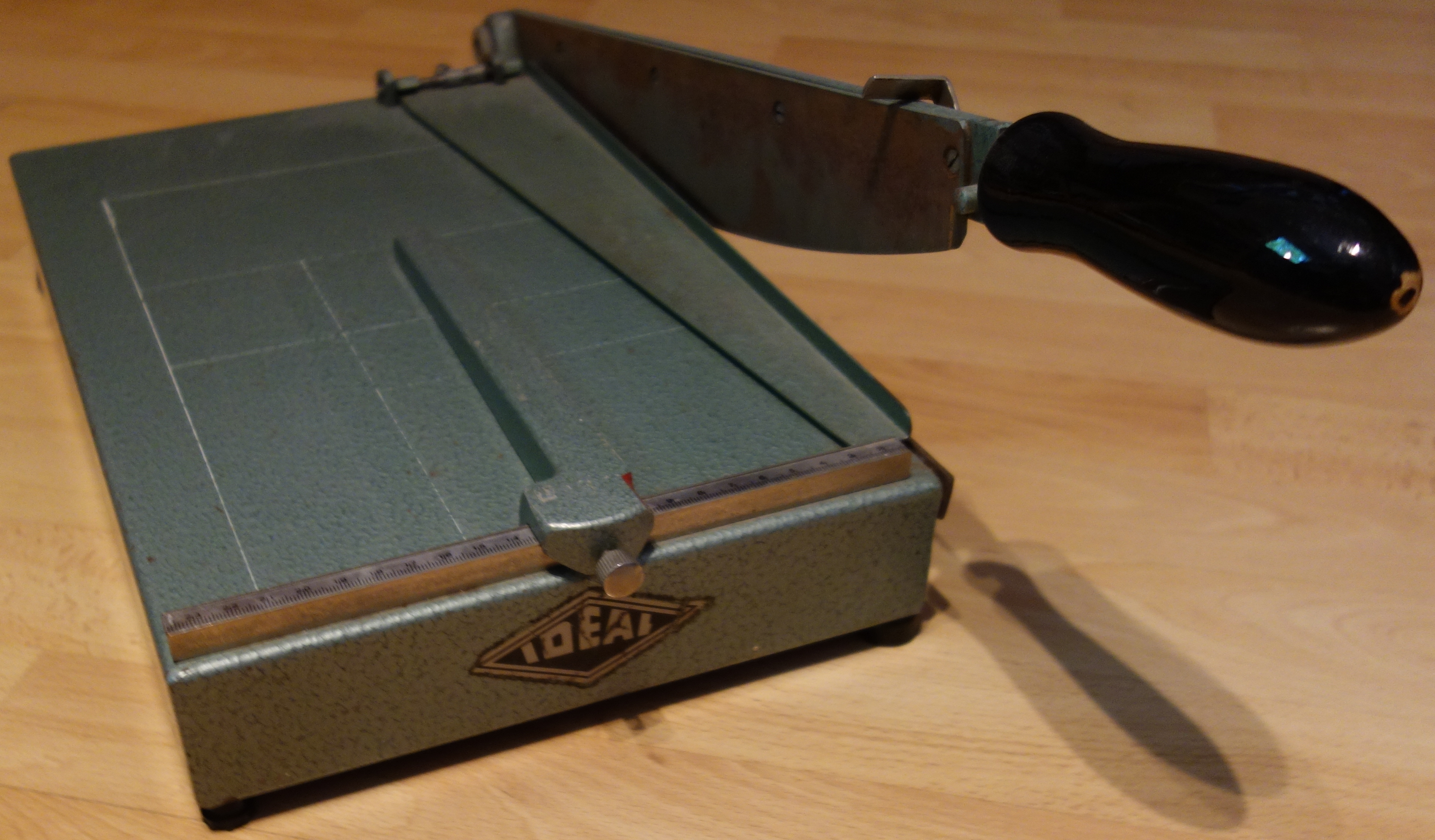
Büro-Papierschneidemaschine der Firma Ideal (Büromaschinen) aus den Fünfziger Jahren